# 눈꺼풀

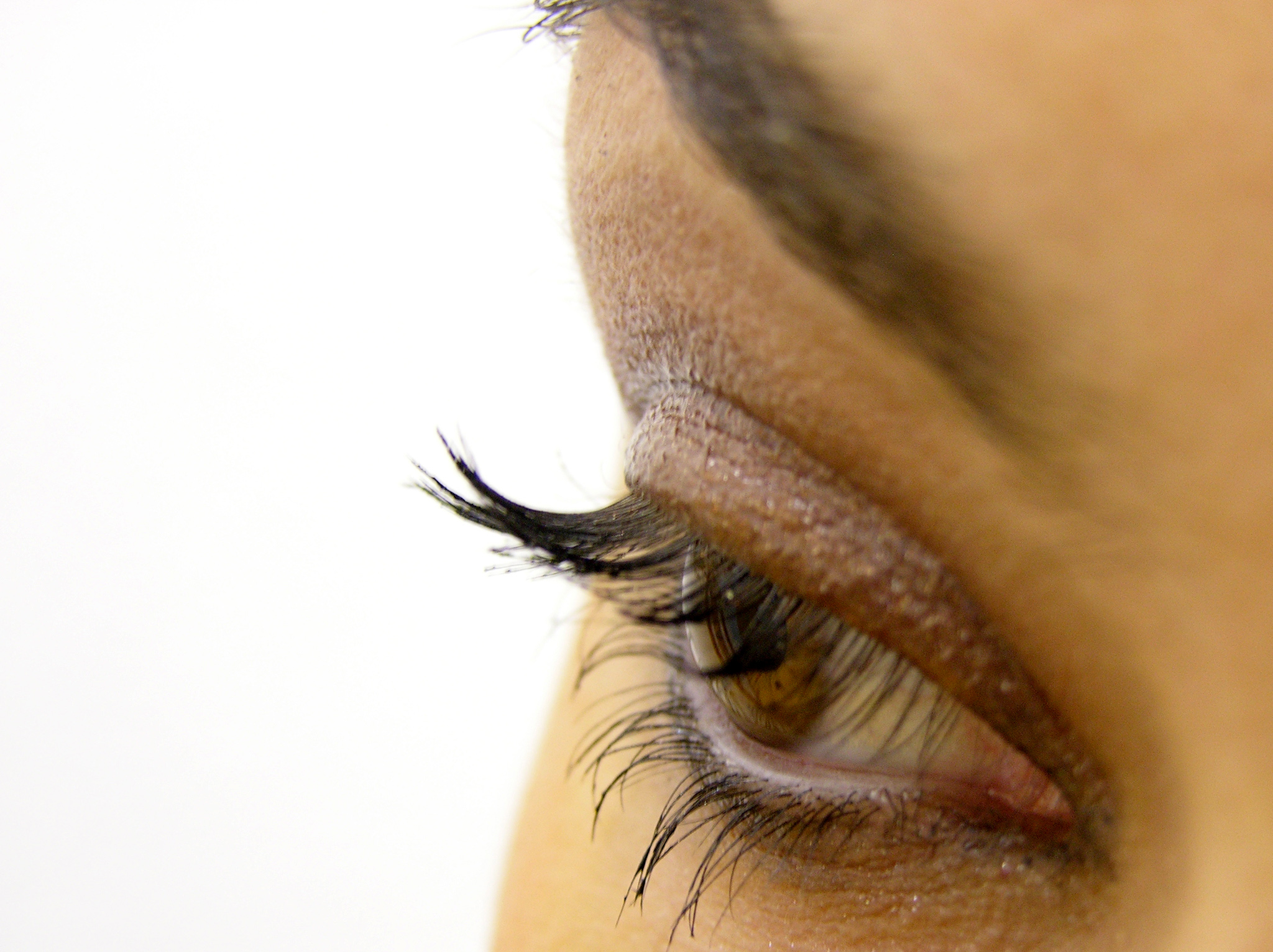
화장을 한 눈꺼풀

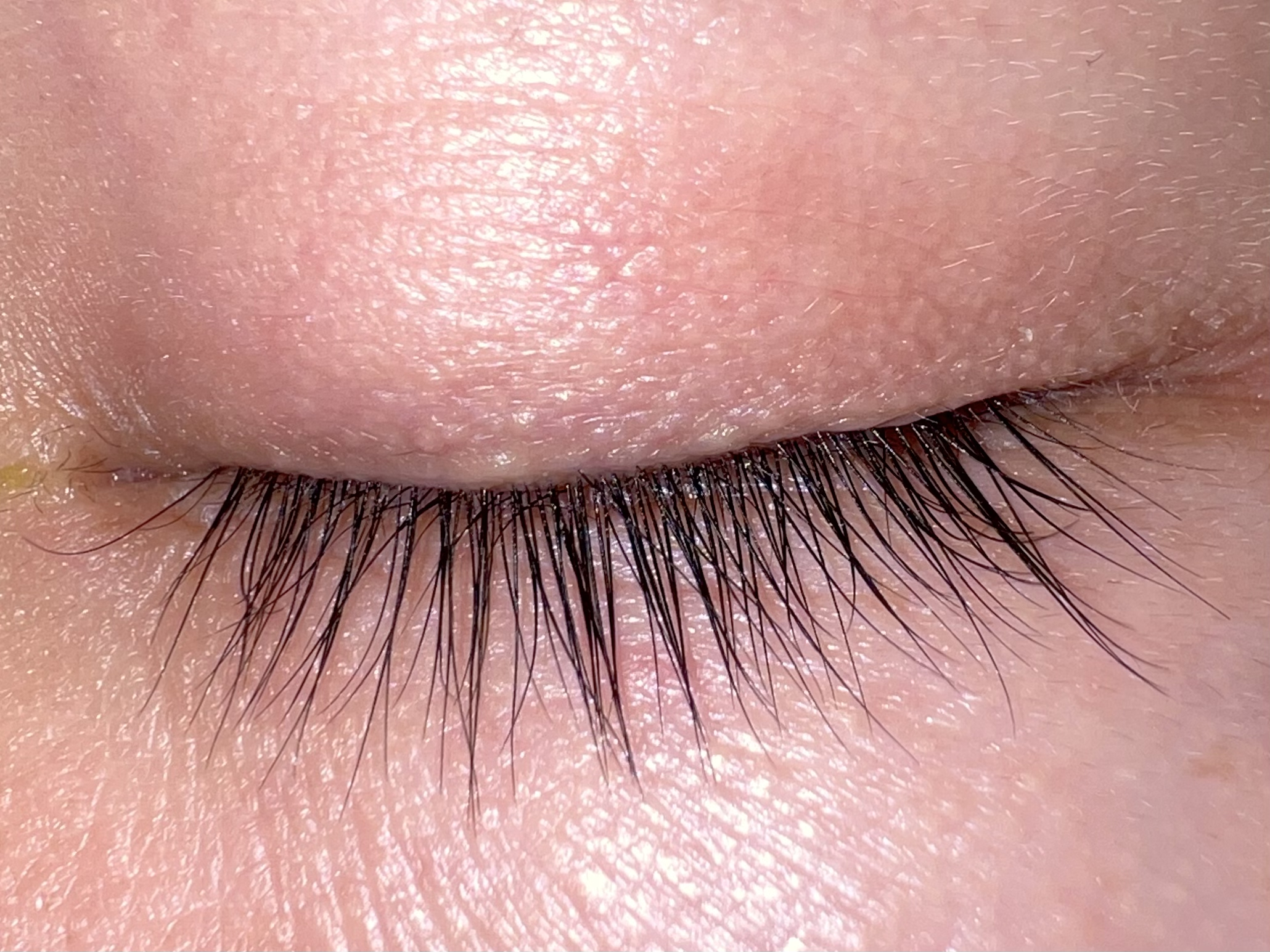
긴 속눈썹을 가진 눈꺼풀

눈꺼풀(영어: eyelid) 또는 안검(眼瞼)은 눈을 덮는 꺼풀을 가리킨다. 어감이 작은 말 앞에 눈까풀이라는 용어를 사용하기도 한다.

## 개요
상안검과 하안검으로 갈라져 있으며, 안쪽은 결막으로 덮여 있다. 상안검 내부에는 단단한 검판(瞼板)이 있고, 여기에 상안검거근(擧筋)이 붙어 있다. 눈꺼풀에는 점액선이 산재해 있는데, 그 분비물이 눈곱의 주성분이다. 안구 상부 바깥쪽에는 눈물샘이 있어 눈물을 분비하여 안구 앞부분을 끊임없이 세정한다. 이 눈물은 비루관(鼻淚管)을 통해 비강으로 배출된다. 눈꺼풀을 감는 것은 눈둘레근(orbicularis oculi muscle, 眼輪筋)의 수축에 의하며, 뜨는 것은 주로 상안검 거근에 의한다. 전자는 얼굴신경(facial nerve), 후자는 눈돌림신경(oculomotor nerve)의 지배를 받는다.

## 관련 질병
- 다래끼
- 콩다래끼
- 안건염
- 안검내반
- 안검외반
- 이완증(laxity)
- 안검부종
- 안검종양
- 안검경련
- 안검피부염
- 안검하수
- 무안검증

## 같이 보기
- 봉와직염
- 순막

## 참조
- 이 문서에는 다음커뮤니케이션(현 카카오)에서 GFDL 또는 CC-SA 라이선스로 배포한 글로벌 세계대백과사전의 내용을 기초로 작성된 글이 포함되어 있습니다.